# José Ignacio Oñaederra
José Ignacio Oñaederra Bayón (Santurtzi, 17 febbraio 1952) è un ex calciatore spagnolo.

## Carriera

### Club
Cresciuto nella florida cantera dell'Athletic Bilbao, viene mandato in prestito prima al Llodio, e poi al Barakaldo.
Nella stagione 1975-1976 torna all'Athletic, con cui debutta in Primera División spagnola il 25 gennaio 1976 nella partita Siviglia-Athletic 0-0. Dopo due sole stagioni viene ceduto al Real Saragozza, rimanendovi per sei stagioni (cinque delle quali nel massimo campionato), disputando 129 partite.
Conclude la carriera nel Lorca nel 1986.
Conta una presenza con la Selezione di calcio dei Paesi Baschi.

## Palmarès

### Club

#### Competizioni nazionali
- Segunda División (Spagna): 1

Real Saragozza: 1977-1978